# غلاف میلین

۱-میلین ۲- آکسون

غلاف میلین یک لایه از جنس چربی است که بر روی بسیاری از آکسون‌ها و بعضی از دندریت‌ها، تشکیل می‌شود و نورون را سفید رنگ جلوه می‌دهد نقش نهادین پوشش میلین، ایجاد نارسانایی بیشتر بر روی سطح تار عصبی‌ها است که این امر باعث افزایش سرعت هدایت پیام‌های الکتریکی در درازای تار می‌شود. میلین افزون بر افزایش سرعت ترارسانی پیام‌های عصبی در طول رشته‌های عصبی، وظیفه نگهداری از سلول‌های عصبی را نیز به عهده دارد.
همه طول تار از میلین پوشیده نشده‌است. بخش‌هایی که پوشش میلین قطع می‌شود گره رانویه نامیده می‌شوند. در رشته‌های میلین‌دار پیام عصبی بسیار تندتر ترارسانی می‌شود.
از دیدگاه میلینه بودن، نورون‌ها بر ۲ گونه هستند:
- نورون‌های بدون میلین: سرعت پایینی در ترارسانی پیام‌های عصبی دارند، و بخش خاکستری مغز و نخاع را می‌سازند.
- نورون‌های میلین دار: سرعت ترارسانی در نورون‌های میلین‌دار بیش از ۱۰۰ برابر نورورن‌های بی میلین است. این نورون‌ها بخش سفید مغز و نخاع را می‌سازند).

موارد استفاده میلین در قشر مخ، نخاع، مخچه (شجره الحیاة یا درخت زندگی) و … است.

## سلول‌های سازنده میلین
میلین توسط سلول‌های الیگودندروسیت در سیستم عصبی مرکزی و سلول‌های شوان در سیستم عصبی محیطی به دور تارهای عصبی ساخته می‌شود. این سلول‌ها لایه‌های پیچ در پیچی از میلین را پیرامون تارهای عصبی می‌سازند.
سلول‌های شوان و اولیگودندروسیت‌ها دو تفاوت مهم با هم دارند:
- یک سلول شوان فقط یک بخش از میلین یک رشته عصبی را درست می‌کند، در حالی که یک اولیگودندروسیت، ممکن است ۴۰، ۵۰ بخش را میلین دار کند.
- رشته‌های بدون میلین هم، در سیستم عصبی محیطی به وسیله سلول‌های شوان پوشیده شده‌اند؛ ولی در سیستم عصبی مرکزی (مغز و نخاع) رشته‌های بدون میلین توسط اولیگودندروسیت احاطه نمی‌شود.

همچنین سلول‌های میلین توسط سلول‌های پشتیبان که آکسون‌ها و دندریت‌ها را احاطه کرده‌اند به‌وجود می‌آید.

## بیماری‌های وابسته به میلین
از بین رفتن پوشش میلین موجب نارسایی در هدایت پیام‌های عصبی و بنابراین بروز بیماری‌های عصبی همچون اسکلروز چندگانه یا همان ام. اس می‌شود. دانشمندان سال‌ها است برای یافتن شیوه‌ای که با آن بتوان بدن را به بازسازی دوباره میلین واداشت، پژوهش می‌کنند.